# USS South Carolina (BB-26)
Pour les autres navires du même nom, voir USS South Carolina.
L'USS South Carolina (BB-26) est le premier navire de la classe de cuirassé dreadnought South Carolina de la Marine des États-Unis .

### Ouvrage
- (en) Ann Taylor Andrus et Ruth M. Miller, Charleston's Old Exchange Building : A Witness to American History, Charleston, History Press, 2005, 93 p. (ISBN 1-59629-046-3).
- (en) Norman Friedman, U.S. Battleships : An Illustrated Design History, Annapolis, Maryland, Naval Institute Press, 1985, 463 p. (ISBN 0-87021-715-1, OCLC 12214729)
- (en) Robert Gardiner et Randal Gray, Conway's All the World's Fighting Ships, 1906–1921, Annapolis, Naval Institute Press, 1985, 439 p. (ISBN 978-0-87021-907-8).
- (en) Jerry W. Jones, U.S. Battleship Operations in World War I, Annapolis, Naval Institute Press, 1998, 170 p. (ISBN 1-55750-411-3).
- (en) E Potter, Sea Power : A Naval History, Annapolis, Naval Institute Press, 1981.

### Ressources numériques
- (en) « South Carolina », Naval History & Heritage Command, 8 avril 2014 (consulté le 21 avril 2015).